# توسک راگاس
توسک راگاس (انگلیسی: Tooske Ragas؛ زادهٔ ۳ ژوئن ۱۹۷۴) هنرپیشه، خواننده، مجری تلویزیون، بازیگر سینما، و مجری اهل پادشاهی هلند است.